# Ruisseau de Richet
Pour les articles homonymes, voir Richet.
Le ruisseau de Richet est une rivière française qui coule dans le département des Landes. C'est un affluent de la Leyre. 

## Géographie
De 11,4 km de longueur, le ruisseau de Richet prend sa source dans les Landes de Gascogne sous le nom de Barade Dous Claous, commune de Pissos et se jeter en rive droite dans l'Eyre sur la même commune, département des Landes.

## Principaux affluents
- Ruisseau du Graoue : 9.2 km
- Craste Gratte Cap : 1.7 km

## Commune traversée
- Landes : Pissos